# Liste der Kunstwerke im öffentlichen Raum in Graz/Wetzelsdorf
Diese Liste der Kunstwerke im öffentlichen Raum in Graz/Wetzelsdorf enthält die auf „OFFSITE_GRAZ“ (Oeffentliche Kunst seit fuenfundvierzig) gelisteten permanenten Kunstwerke im öffentlichen Raum (Public Art) im Grazer Stadtbezirk Wetzelsdorf. OFFSITE_GRAZ wurde im Auftrag der Stadt Graz, in Koordination mit dem Kulturamt, entwickelt und umfasst einen Zeitraum bis 2011.

## Profane Kunstwerke
| Foto |                 | Name                        | Typ     | Standort                                             | Künstler                     | Datierung | Beschreibung                                                                                           | Metadaten             |
| ---- | --------------- | --------------------------- | ------- | ---------------------------------------------------- | ---------------------------- | --------- | --- | --------------------- |
| BW   | Datei hochladen | Fassadengestaltung ID: 1275 |         | Abstallerstraße 49, 51, 53 Standort                  | Oskar Pfob                   | 1979      | | Standort: Wetzelsdorf |
| BW   | Datei hochladen | Lichtstäbe ID: 913          | Projekt | Technologiepark, Grottenhofstraße 3 Standort         | Christian Marczik, Fedo Ertl | 2001      | | Standort: Wetzelsdorf |
| BW   | Datei hochladen | Fassadengestaltung ID: 1273 |         | Grottenhofstraße 10 Standort                         | Oskar Pfob                   | 1971      | | Standort: Wetzelsdorf |
| BW   | Datei hochladen | o.T. ID: 1550               |         | Grottenhofstraße 56 Standort                         | Oskar Pfob                   | 1978      | | Standort: Wetzelsdorf |
| BW   | Datei hochladen | Fassadengestaltung ID: 1268 |         | Raiffeisenhof, Krottendorfer Straße 81 Standort      | Oskar Pfob                   | 1969/70   | vermutlich nicht mehr vorhanden                                                                        | Standort: Wetzelsdorf |
| BW   | Datei hochladen | Josef Wallner ID: 1374      |         | Raiffeisenhof, Hof, Krottendorfer Straße 81 Standort | Alexander Silveri            | 1970      | | Standort: Wetzelsdorf |
| BW   | Datei hochladen | Fassadengestaltung ID: 926  |         | Krottendorfer Straße 88, 90 Standort                 | Franz Felfer                 | 1968      | 2 Sgraffiti an den Wohnhäusern Krottendorfer Straße 88 und 90 (Lage)                                   | Standort: Wetzelsdorf |
| BW   | Datei hochladen | Fassadengestaltung ID: 927  |         | Neupauerweg 81 Standort                              | Franz Felfer                 | 1968      | Adresse Neupauerweg 88 ist Einfamilienhaus, passt von Zeit und Künstler zu Krottendorfer Straße 88, 90 | Standort: Wetzelsdorf |
| BW   | Datei hochladen | Fassadengestaltung ID: 1271 |         | Straßganger Straße 210 Standort                      | Oskar Pfob                   | 1970      | | Standort: Wetzelsdorf |

## Sakrale Kunstwerke
| Foto |                 | Name | Typ | Standort                                                         | Künstler          | Datierung | Beschreibung | Metadaten             |
| ---- | --------------- | --- | --- | ---------------------------------------------------------------- | ----------------- | --------- | ------------ | --------------------- |
| ja   | Datei hochladen | Schöpfung, Kreuzweg, Auferstandener Christus ID: 881 HERIS-ID: 112417 Objekt-ID: 130596                      |     | Christkönigskirche, Ekkehard-Hauer-Straße 28 Standort            | Albert Birkle     | 1958/59   |              | Standort: Wetzelsdorf |
| ja   | Datei hochladen | Schutzmantelmadonna ID: 1253 HERIS-ID: 112417 Objekt-ID: 130596                                              |     | Christkönigskirche, Ekkehard-Hauer-Straße 28 Standort            | Josef Papst       | 1953      |              | Standort: Wetzelsdorf |
| BW   | Datei hochladen | Volksaltar, Ambo ID: 1359 HERIS-ID: 112417 Objekt-ID: 130596                                                 |     | Christkönigskirche, Ekkehard-Hauer-Straße 28 Standort            | Alexander Silveri | 1975      |              | Standort: Wetzelsdorf |
| ja   | Datei hochladen | Christus am Kreuz, Papst Pius X., Hll. Rita und Johannes Vianney ID: 1464 HERIS-ID: 112417 Objekt-ID: 130596 |     | Christkönigskirche, Altarwand, Ekkehard-Hauer-Straße 28 Standort | Hubert Tuttner    | 1962      |              | Standort: Wetzelsdorf |

## Nicht realisierte Kunstwerke
| Foto |                 | Name                             | Typ     | Standort                                                                                                 | Künstler                        | Datierung | Beschreibung                                     | Metadaten             |
| ---- | --------------- | -------------------------------- | ------- | --- | ------------------------------- | --------- | ------------------------------------------------ | --------------------- |
| ja   | Datei hochladen | Die Gänse vom Feliferhof ID: 949 | Denkmal | Feliferhof, Schießstätte des österreichischen Bundesheeres, Hofstättenweg 14 Standort siehe Beschreibung | Esther Shalev-Gerz, Jochen Gerz | 1996      | Das Objekt am Feliferhof wurde nicht realisiert. | Standort: Wetzelsdorf |

## Quelle
- OFFSITE_GRAZ. Oeffentliche Kunst seit fuenfundvierzig. Abgerufen am 11. März 2018.